# Sant Sebastià i Sant Roc de Peramea
Sant Sebastià i Sant Roc de Peramea és una capella de la vila de Peramea, a l'antic terme municipal d'aquest mateix nom, i de l'actual de Baix Pallars, a la comarca del Pallars Sobirà.
Està situada en el sector sud-oest de la vila, a la part més baixa.